# Метод интервью
Метод интервью — психологический вербально-коммуникативный метод, заключающийся в проведении разговора между психологом или социологом и субъектом по заранее разработанному плану.

## Общие сведения
Метод интервью отличается строгой организованностью и неравноценностью функций собеседников: психолог-интервьюер задаёт вопросы субъекту-респонденту, при этом он не ведёт с ним активного диалога, не высказывает своего мнения и открыто не обнаруживает своей личной оценки ответов испытуемого или задаваемых вопросов.
В задачи психолога входит сведение своего влияния на содержание ответов респондента к минимуму и обеспечение благоприятной атмосферы общения. Цель интервью с точки зрения психолога — получить от респондента ответы на вопросы, сформулированные в соответствии с задачами всего исследования.

## Виды интервью

### По степени формализации
- Стандартизированное, полустандартизированное. В таком интервью заранее определены формулировки вопросов и последовательность, в которой они задаются.
- Нестандартизированное, свободное или ненаправленное интервью. При таком интервью психолог следует лишь общему плану, сформулированному соответственно задачам исследования, задавая вопросы по ситуации. Благодаря своей гибкости располагает к более хорошему в сравнении со стандартизированным интервью контакту между психологом и респондентом.
- Полустандартизированное или фокусированное интервью. При проведении данного вида интервью психолог руководствуется перечнем как строго необходимых, так и возможных вопросов.

### По стадии исследования
- Предварительное интервью. Используется на стадии пилотажного исследования.
- Основное интервью. Используется на стадии сбора основных сведений.
- Контрольное интервью. Используется для проверки спорных результатов и для пополнения банка данных.

### По количеству участников
- Индивидуальное интервью — интервью, в котором участвует только корреспондент (психолог) и респондент (испытуемый).
- Групповое интервью — интервью, в котором участвует более двух человек.
- Массовое интервью — интервью, в котором участвуют от сотни до тысяч респондентов. В основном используется в социологии.

По материалам: Никандров В. В. Вербально-коммуникативные методы в психологии. СПб.: Речь, 2002.

## Рекомендуемая литература
- Никандров В. В. Вербально-коммуникативные методы в психологии. СПб.: Речь, 2002. ISBN 5-9268-0140-0
- Белановский, С. А. Индивидуальное глубокое интервью (недоступная ссылка). — М.: Никколо-Медиа, — 320 с. ISBN 5-901488-03-2
- Мертон Р., Фиске М., Кендалл П. Фокусированное интервью / Пер. с англ. Т. Н. Федоровской под ред. С. А. Белановского. — М., 1991.
- Квале С. Исследовательское интервью /Пер. с англ. М. Р. Мироновой. — М.: Смысл, 2003. — 301 с. ISBN 5-89357-145-2 — архив